# 家船

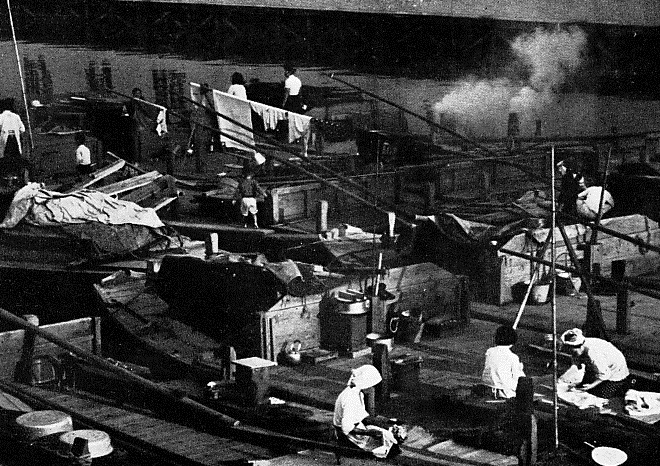
東京の水上生活者（1960年頃）

家船（えぶね）とは、近世から近代の日本に存在した一群の漂流漁民の総称である。賤民視された。

## 概説
古代海部の系統をひく水軍の末裔とも言われているが、詳細は不明である。数艘から数十艘にて集団を形成（「~家船」と称する）して、本拠地を中心として周辺海域を移動しながら一年を送り、潜水や鉾を使った漁で魚介類や鮑などを採集する漁業を営み、1週間から10日おきに近くの港で物々交換に近い交易をしていた。瀬戸内海の事例では、家船が三津の朝市で漁獲品を水揚げする姿は戦後もしばらくは見られていた。
別府温泉では、持ち舟で寝泊まりしながら浜脇温泉や別府温泉に通う湯治の習慣が古くから見られ、戦後しばらくまでは続いていた。春には波止場に係留される舟は100艘近くにのぼり、湯治舟とよばれて季語にもなるほどの別府の春の風物詩となっていた。
家船の根拠地は、西九州及び瀬戸内海沿岸に存在した。西九州では西彼杵半島と五島列島に多くが根拠を持ち、女性は抜歯の風習があったとされている。
幕藩体制の成立以後、家船に対する把握も行われ、藩からの公認と引き換えに鮑などの上納や海上警備などを行った。
明治維新以後、納税の義務化、徴兵制や義務教育の徹底の方針から政府が規制をしていった。西日本では昭和40年頃には陸上への定住を余儀なくされて消滅したと言われているが、東京では埋め立てが進む前の佃、月島、勝どき周辺に多く見られ、1万人弱を数える規模となっていた。こうした住民の福利厚生を行うために水上会館や水上学校（陸上に建てられた寄宿形式の学校）が建てられたほか、治安を担当する水上警察署などが設置された。そうした光景は同じく海運が盛んな都市であった横浜や大阪でもみられた。 これらは災害に遭ったり、都市開発により立ち退きを余儀なくされたり、設備の老朽化により徐々に数を減らし、一方で、艀の廃船を係留して住宅の代替として利用するケースが多くなった。しかし1980年代になると艀の老朽化が進み、使用に耐えられなくなり、ほぼ見られなくなった。